# Marvin Ajani
Marvin Ajani (* 4. Oktober 1993 in Ratingen) ist ein deutsch-nigerianischer Fußballspieler. Er steht aktuell beim Regionalligisten 1. FC Köln II unter Vertrag.

## Karriere
Ajanis Karriere begann in der Jugend von Borussia Mönchengladbach, dem FC Wegberg-Beeck und Alemannia Mariadorf. Im Jahre 2012 wechselte Ajani von der U-19 in die zweite Mannschaft von Alemannia Aachen. Er debütierte am ersten Spieltag der Mittelrheinliga beim 1:1 gegen den SC Brühl 06/45. Für die erste Mannschaft debütierte Ajani wie auch Philipp Simon am 23. März 2013 in der Drittligapartie gegen Wacker Burghausen; Alemannia Aachen verlor die Partie mit 0:2.
Ajani wechselte im Sommer 2014 zum Ligakonkurrenten Fortuna Düsseldorf. Dort spielte er hauptsächlich bei der 2. Mannschaft in der Regionalliga West. Allerdings kam er zu einem Kurzeinsatz bei der Profimannschaft: Am 25. April 2015, dem 30. Spieltag, debütierte er in der 2. Bundesliga beim 1:1 im Heimspiel gegen den TSV 1860 München als Einwechselspieler Ajani in der 83. Minute.
Zur Saison 2016/17 wechselte Ajani in die 3. Liga zum Halleschen FC, bei dem er rasch zum Stammspieler avancierte. In seiner letzten Saison, 2018/19, spielte der Verteidiger mit dem Team um den Zweitligaaufstieg; der Verein wurde am Ende knapp Vierter.
Der in die 2. Bundesliga aufgestiegene SV Wehen Wiesbaden verpflichtete Ajani schließlich im Frühjahr 2019 mit einem Zweijahresvertrag. Nach zwei Jahren in Wiesbaden wechselte er zum Drittligisten MSV Duisburg. Nachdem sein Vertrag dort im Sommer 2023 ausgelaufen war, schloss er sich nach kurzer Vereinslosigkeit erneut dem Halleschen FC an. Nach dem Abstieg aus der 3. Liga lief sein Vertrag in Halle im Sommer 2024 aus. Nach einer erneuten kurzen Vereinslosigkeit schloss er sich dem Hamburger Stadtteilklub FC Teutonia Ottensen an. Im Mai 2025 wurde der Wechsel Ajanis zur Zweitvertretung vom 1. FC Köln bekannt gegeben. Dort soll er zur der neuen Regionalliga-Saison 2025/2026 als Führungsspieler fungieren.